# Vuelta a Murcia 2020
Vuelta a Murcia 2020 – 40. edycja wyścigu kolarskiego Vuelta a Murcia, która odbyła się w dniach 14 oraz 15 lutego 2020 na liczącej ponad 357 kilometrów trasie składającej się z dwóch etapów. Impreza kategorii 2.1 należała do cyklu UCI Europe Tour 2020.

## Etapy
| Etap | Data   | Start – Meta                        | type        | Dystans (km) | Zwycięzca etapu   | Lider           |
| ---- | ------ | ----------------------------------- | ----------- | ------------ | ----------------- | --------------- |
| 1    | 14 lut | Los Alcázares – Caravaca de la Cruz | pagórkowaty | 177,6        | Xandro Meurisse   | Xandro Meurisse |
| 2    | 15 lut | Santomera – Murcja                  | górzysty    | 179,6        | Luis León Sánchez | Xandro Meurisse |

## Drużyny
| WorldTeams (4)- Astana - Bora-Hansgrohe - Movistar Team - CCC Team ProTeams (10)- Caja Rural-Seguros RGA - Sport Vlaanderen-Baloise - Burgos-BH - Euskaltel-Euskadi - Circus-Wanty Gobert - Arkéa-Samsic - Gazprom-RusVelo - Riwal Readynez - Rally Cycling - Bingoal-Wallonie Bruxelles Continental teams (4)- Kometa-Xstra - Equipo Kern Pharma - Aviludo-Louletano - Lokosphinx |
| |

## Wyniki etapów

### Etap 1
| Los Alcázares - Caravaca de la Cruz | pagórkowaty | (177,6 km) |

| \| Klasyfikacja etapu \| Klasyfikacja etapu \| Klasyfikacja etapu \| Klasyfikacja etapu \| Klasyfikacja etapu \| \| Kolarz \| Kolarz \| Państwo \| Drużyna \| Czas \| \| ------------------ \| ------------------------ \| ------------------ \| ---------------------- \| ------------------ \| \| 1. \| Xandro Meurisse \| Belgia \| Circus-Wanty Gobert \| 4h 24' 00" \| \| 2. \| Adam de Vos \| Kanada \| Rally Cycling \| + 4" \| \| 3. \| Josef Černý \| Czechy \| CCC Team \| + 11" \| \| 4. \| Thibault Guernalec \| Francja \| Arkéa-Samsic \| + 11" \| \| 5. \| Lennard Kämna \| Niemcy \| Bora-Hansgrohe \| + 17" \| \| 6. \| Nikita Stalnow \| Kazachstan \| Astana \| + 20" \| \| 7. \| Jefferson Alveiro Cepeda \| Ekwador \| Caja Rural-Seguros RGA \| + 23" \| \| 8. \| Sergio García González \| Hiszpania \| Kometa-Xstra \| + 29" \| \| 9. \| Héctor Carretero \| Hiszpania \| Movistar Team \| + 37" \| \| 10. \| Antonio Jesús Soto \| Hiszpania \| Fundación-Orbea \| + 50" \| |                          |            |                        |            |
| |                          |            |                        |            |
| Źródło: ProCyclingStats |                          |            |                        |            |
| Klasyfikacja etapu |                          |            |                        |            |
| Kolarz | Kolarz                   | Państwo    | Drużyna                | Czas       |
| 1. | Xandro Meurisse          | Belgia     | Circus-Wanty Gobert    | 4h 24' 00" |
| 2. | Adam de Vos              | Kanada     | Rally Cycling          | + 4"       |
| 3. | Josef Černý              | Czechy     | CCC Team               | + 11"      |
| 4. | Thibault Guernalec       | Francja    | Arkéa-Samsic           | + 11"      |
| 5. | Lennard Kämna            | Niemcy     | Bora-Hansgrohe         | + 17"      |
| 6. | Nikita Stalnow           | Kazachstan | Astana                 | + 20"      |
| 7. | Jefferson Alveiro Cepeda | Ekwador    | Caja Rural-Seguros RGA | + 23"      |
| 8. | Sergio García González   | Hiszpania  | Kometa-Xstra           | + 29"      |
| 9. | Héctor Carretero         | Hiszpania  | Movistar Team          | + 37"      |
| 10. | Antonio Jesús Soto       | Hiszpania  | Fundación-Orbea        | + 50"      |

| \| Klasyfikacja generalna \| Klasyfikacja generalna \| Klasyfikacja generalna \| Klasyfikacja generalna \| Klasyfikacja generalna \| \| Kolarz \| Kolarz \| Państwo \| Drużyna \| Czas \| \| ---------------------- \| ------------------------ \| ---------------------- \| ---------------------- \| ---------------------- \| \| 1. \| Xandro Meurisse \| Belgia \| Circus-Wanty Gobert \| 4h 24' 00" \| \| 2. \| Adam de Vos \| Kanada \| Rally Cycling \| + 4" \| \| 3. \| Josef Černý \| Czechy \| CCC Team \| + 11" \| \| 4. \| Thibault Guernalec \| Francja \| Arkéa-Samsic \| + 11" \| \| 5. \| Lennard Kämna \| Niemcy \| Bora-Hansgrohe \| + 17" \| \| 6. \| Nikita Stalnow \| Kazachstan \| Astana \| + 20" \| \| 7. \| Jefferson Alveiro Cepeda \| Ekwador \| Caja Rural-Seguros RGA \| + 23" \| \| 8. \| Sergio García González \| Hiszpania \| Kometa-Xstra \| + 29" \| \| 9. \| Héctor Carretero \| Hiszpania \| Movistar Team \| + 37" \| \| 10. \| Antonio Jesús Soto \| Hiszpania \| Fundación-Orbea \| + 50" \| |                          |            |                        |            |
| |                          |            |                        |            |
| Źródło: ProCyclingStats |                          |            |                        |            |
| Klasyfikacja generalna |                          |            |                        |            |
| Kolarz | Kolarz                   | Państwo    | Drużyna                | Czas       |
| 1. | Xandro Meurisse          | Belgia     | Circus-Wanty Gobert    | 4h 24' 00" |
| 2. | Adam de Vos              | Kanada     | Rally Cycling          | + 4"       |
| 3. | Josef Černý              | Czechy     | CCC Team               | + 11"      |
| 4. | Thibault Guernalec       | Francja    | Arkéa-Samsic           | + 11"      |
| 5. | Lennard Kämna            | Niemcy     | Bora-Hansgrohe         | + 17"      |
| 6. | Nikita Stalnow           | Kazachstan | Astana                 | + 20"      |
| 7. | Jefferson Alveiro Cepeda | Ekwador    | Caja Rural-Seguros RGA | + 23"      |
| 8. | Sergio García González   | Hiszpania  | Kometa-Xstra           | + 29"      |
| 9. | Héctor Carretero         | Hiszpania  | Movistar Team          | + 37"      |
| 10. | Antonio Jesús Soto       | Hiszpania  | Fundación-Orbea        | + 50"      |

### Etap 2
| Santomera - Murcja | górzysty | (179,6 km) |

| \| Klasyfikacja etapu \| Klasyfikacja etapu \| Klasyfikacja etapu \| Klasyfikacja etapu \| Klasyfikacja etapu \| \| Kolarz \| Kolarz \| Państwo \| Drużyna \| Czas \| \| ------------------ \| ------------------------ \| ------------------ \| ------------------- \| ------------------ \| \| 1. \| Luis León Sánchez \| Hiszpania \| Astana \| 4h 21' 04" \| \| 2. \| Omar Fraile \| Hiszpania \| Astana \| + 7" \| \| 3. \| Josef Černý \| Czechy \| CCC Team \| + 7" \| \| 4. \| Xandro Meurisse \| Belgia \| Circus-Wanty Gobert \| + 7" \| \| 5. \| Lennard Kämna \| Niemcy \| Bora-Hansgrohe \| + 7" \| \| 6. \| Vicente García de Mateos \| Hiszpania \| Aviludo-Louletano \| + 7" \| \| 7. \| Alejandro Valverde \| Hiszpania \| Movistar Team \| + 20" \| \| 8. \| Felix Großschartner \| Austria \| Bora-Hansgrohe \| + 20" \| \| 9. \| Matteo Trentin \| Włochy \| CCC Team \| + 20" \| \| 10. \| Kamil Małecki \| Polska \| CCC Team \| + 5' 25" \| |                          |           |                     |            |
| |                          |           |                     |            |
| Źródło: ProCyclingStats |                          |           |                     |            |
| Klasyfikacja etapu |                          |           |                     |            |
| Kolarz | Kolarz                   | Państwo   | Drużyna             | Czas       |
| 1. | Luis León Sánchez        | Hiszpania | Astana              | 4h 21' 04" |
| 2. | Omar Fraile              | Hiszpania | Astana              | + 7"       |
| 3. | Josef Černý              | Czechy    | CCC Team            | + 7"       |
| 4. | Xandro Meurisse          | Belgia    | Circus-Wanty Gobert | + 7"       |
| 5. | Lennard Kämna            | Niemcy    | Bora-Hansgrohe      | + 7"       |
| 6. | Vicente García de Mateos | Hiszpania | Aviludo-Louletano   | + 7"       |
| 7. | Alejandro Valverde       | Hiszpania | Movistar Team       | + 20"      |
| 8. | Felix Großschartner      | Austria   | Bora-Hansgrohe      | + 20"      |
| 9. | Matteo Trentin           | Włochy    | CCC Team            | + 20"      |
| 10. | Kamil Małecki            | Polska    | CCC Team            | + 5' 25"   |

## Klasyfikacje

### Klasyfikacja generalna
| \| Klasyfikacja generalna \| Klasyfikacja generalna \| Klasyfikacja generalna \| Klasyfikacja generalna \| Klasyfikacja generalna \| \| Kolarz \| Kolarz \| Państwo \| Drużyna \| Czas \| \| ---------------------- \| ------------------------ \| ---------------------- \| ---------------------- \| ---------------------- \| \| 1. \| Xandro Meurisse \| Belgia \| Circus-Wanty Gobert \| 8h 45' 55" \| \| 2. \| Josef Černý \| Czechy \| CCC Team \| + 11" \| \| 3. \| Lennard Kämna \| Niemcy \| Bora-Hansgrohe \| + 17" \| \| 4. \| Thibault Guernalec \| Francja \| Arkéa-Samsic \| + 5' 49" \| \| 5. \| Nikita Stalnow \| Kazachstan \| Astana \| + 5' 58" \| \| 6. \| Jefferson Alveiro Cepeda \| Ekwador \| Caja Rural-Seguros RGA \| + 6' 01" \| \| 7. \| Héctor Carretero \| Hiszpania \| Movistar Team \| + 6' 15" \| \| 8. \| Sergio García González \| Hiszpania \| Kometa-Xstra \| + 11' 16" \| \| 9. \| Antonio Jesús Soto \| Hiszpania \| Fundación-Orbea \| + 11' 35" \| \| 10. \| Adam de Vos \| Kanada \| Rally Cycling \| + 12' 45" \| \| 11. \| Luis León Sánchez \| Hiszpania \| Astana \| + 16' 42" \| \| 12. \| Omar Fraile \| Hiszpania \| Astana \| + 16' 49" \| \| 13. \| Vicente García de Mateos \| Hiszpania \| Aviludo-Louletano \| + 16' 49" \| \| 14. \| Alejandro Valverde \| Hiszpania \| Movistar Team \| + 17' 02" \| \| 15. \| Felix Großschartner \| Austria \| Bora-Hansgrohe \| + 17' 02" \| |                          |            |                        |            |
| |                          |            |                        |            |
| Źródło: ProCyclingStats |                          |            |                        |            |
| Klasyfikacja generalna |                          |            |                        |            |
| Kolarz | Kolarz                   | Państwo    | Drużyna                | Czas       |
| 1. | Xandro Meurisse          | Belgia     | Circus-Wanty Gobert    | 8h 45' 55" |
| 2. | Josef Černý              | Czechy     | CCC Team               | + 11"      |
| 3. | Lennard Kämna            | Niemcy     | Bora-Hansgrohe         | + 17"      |
| 4. | Thibault Guernalec       | Francja    | Arkéa-Samsic           | + 5' 49"   |
| 5. | Nikita Stalnow           | Kazachstan | Astana                 | + 5' 58"   |
| 6. | Jefferson Alveiro Cepeda | Ekwador    | Caja Rural-Seguros RGA | + 6' 01"   |
| 7. | Héctor Carretero         | Hiszpania  | Movistar Team          | + 6' 15"   |
| 8. | Sergio García González   | Hiszpania  | Kometa-Xstra           | + 11' 16"  |
| 9. | Antonio Jesús Soto       | Hiszpania  | Fundación-Orbea        | + 11' 35"  |
| 10. | Adam de Vos              | Kanada     | Rally Cycling          | + 12' 45"  |
| 11. | Luis León Sánchez        | Hiszpania  | Astana                 | + 16' 42"  |
| 12. | Omar Fraile              | Hiszpania  | Astana                 | + 16' 49"  |
| 13. | Vicente García de Mateos | Hiszpania  | Aviludo-Louletano      | + 16' 49"  |
| 14. | Alejandro Valverde       | Hiszpania  | Movistar Team          | + 17' 02"  |
| 15. | Felix Großschartner      | Austria    | Bora-Hansgrohe         | + 17' 02"  |

| Klasyfikacja punktowa | Klasyfikacja punktowa    | Klasyfikacja punktowa | Klasyfikacja punktowa | Klasyfikacja punktowa |
| Kolarz                | Kolarz                   | Państwo               | Drużyna               | Punkty                |
| --------------------- | ------------------------ | --------------------- | --------------------- | --------------------- |
| 1.                    | Xandro Meurisse          | Belgia                | Circus-Wanty Gobert   | 39 pkt                |
| 2.                    | Josef Černý              | Czechy                | CCC Team              | 32 pkt                |
| 3.                    | Luis León Sánchez        | Hiszpania             | Astana                | 25 pkt                |
| 4.                    | Lennard Kämna            | Niemcy                | Bora-Hansgrohe        | 24 pkt                |
| 5.                    | Adam de Vos              | Kanada                | Rally Cycling         | 20 pkt                |
| 6.                    | Omar Fraile              | Hiszpania             | Astana                | 20 pkt                |
| 7.                    | Thibault Guernalec       | Francja               | Arkéa-Samsic          | 14 pkt                |
| 8.                    | Nikita Stalnow           | Kazachstan            | Astana                | 10 pkt                |
| 9.                    | Vicente García de Mateos | Hiszpania             | Aviludo-Louletano     | 10 pkt                |
| 10.                   | Alejandro Valverde       | Hiszpania             | Movistar Team         | 10 pkt                |

| Klasyfikacja punktowa | Klasyfikacja punktowa    | Klasyfikacja punktowa | Klasyfikacja punktowa | Klasyfikacja punktowa |
| Kolarz                | Kolarz                   | Państwo               | Drużyna               | Punkty                |
| --------------------- | ------------------------ | --------------------- | --------------------- | --------------------- |
| 1.                    | Xandro Meurisse          | Belgia                | Circus-Wanty Gobert   | 39 pkt                |
| 2.                    | Josef Černý              | Czechy                | CCC Team              | 32 pkt                |
| 3.                    | Luis León Sánchez        | Hiszpania             | Astana                | 25 pkt                |
| 4.                    | Lennard Kämna            | Niemcy                | Bora-Hansgrohe        | 24 pkt                |
| 5.                    | Adam de Vos              | Kanada                | Rally Cycling         | 20 pkt                |
| 6.                    | Omar Fraile              | Hiszpania             | Astana                | 20 pkt                |
| 7.                    | Thibault Guernalec       | Francja               | Arkéa-Samsic          | 14 pkt                |
| 8.                    | Nikita Stalnow           | Kazachstan            | Astana                | 10 pkt                |
| 9.                    | Vicente García de Mateos | Hiszpania             | Aviludo-Louletano     | 10 pkt                |
| 10.                   | Alejandro Valverde       | Hiszpania             | Movistar Team         | 10 pkt                |

| Klasyfikacja górska | Klasyfikacja górska      | Klasyfikacja górska | Klasyfikacja górska    | Klasyfikacja górska |
| Kolarz              | Kolarz                   | Państwo             | Drużyna                | Punkty              |
| ------------------- | ------------------------ | ------------------- | ---------------------- | ------------------- |
| 1.                  | Omar Fraile              | Hiszpania           | Astana                 | 18 pkt              |
| 2.                  | Nikita Stalnow           | Kazachstan          | Astana                 | 18 pkt              |
| 3.                  | Lennard Kämna            | Niemcy              | Bora-Hansgrohe         | 13 pkt              |
| 4.                  | Alejandro Valverde       | Hiszpania           | Movistar Team          | 12 pkt              |
| 5.                  | Jefferson Alveiro Cepeda | Ekwador             | Caja Rural-Seguros RGA | 10 pkt              |
| 6.                  | Vicente García de Mateos | Hiszpania           | Aviludo-Louletano      | 9 pkt               |
| 7.                  | Xandro Meurisse          | Belgia              | Circus-Wanty Gobert    | 6 pkt               |
| 8.                  | Héctor Carretero         | Hiszpania           | Movistar Team          | 6 pkt               |
| 9.                  | Óscar Rodríguez          | Hiszpania           | Astana                 | 6 pkt               |
| 10.                 | Nelson Oliveira          | Portugalia          | Movistar Team          | 6 pkt               |

| Klasyfikacja górska | Klasyfikacja górska      | Klasyfikacja górska | Klasyfikacja górska    | Klasyfikacja górska |
| Kolarz              | Kolarz                   | Państwo             | Drużyna                | Punkty              |
| ------------------- | ------------------------ | ------------------- | ---------------------- | ------------------- |
| 1.                  | Omar Fraile              | Hiszpania           | Astana                 | 18 pkt              |
| 2.                  | Nikita Stalnow           | Kazachstan          | Astana                 | 18 pkt              |
| 3.                  | Lennard Kämna            | Niemcy              | Bora-Hansgrohe         | 13 pkt              |
| 4.                  | Alejandro Valverde       | Hiszpania           | Movistar Team          | 12 pkt              |
| 5.                  | Jefferson Alveiro Cepeda | Ekwador             | Caja Rural-Seguros RGA | 10 pkt              |
| 6.                  | Vicente García de Mateos | Hiszpania           | Aviludo-Louletano      | 9 pkt               |
| 7.                  | Xandro Meurisse          | Belgia              | Circus-Wanty Gobert    | 6 pkt               |
| 8.                  | Héctor Carretero         | Hiszpania           | Movistar Team          | 6 pkt               |
| 9.                  | Óscar Rodríguez          | Hiszpania           | Astana                 | 6 pkt               |
| 10.                 | Nelson Oliveira          | Portugalia          | Movistar Team          | 6 pkt               |

### Klasyfikacja drużynowa
| Klasyfikacja drużynowa | Klasyfikacja drużynowa | Klasyfikacja drużynowa | Klasyfikacja drużynowa |
| Drużyna                | Drużyna                | Państwo                | Czas                   |
| ---------------------- | ---------------------- | ---------------------- | ---------------------- |
| 1.                     | Astana                 | Kazachstan             | 26h 57' 07"            |
| 2.                     | CCC Team               | Polska                 | + 8"                   |
| 3.                     | Circus-Wanty Gobert    | Belgia                 | + 5' 37"               |
| 4.                     | Bora-Hansgrohe         | Niemcy                 | + 6' 45"               |
| 5.                     | Movistar Team          | Hiszpania              | + 11' 56"              |